# Аркуш (Табуасу)
Аркуш (порт. Arcos) — район (фрегезия) в Португалии, входит в округ Визеу. Является составной частью муниципалитета Табуасу. По старому административному делению входил в провинцию Траз-уж-Монтиш и Алту-Дору. Входит в экономико-статистический субрегион Доуру, который входит в Северный регион. Население составляет 206 человек на 2001 год. Занимает площадь 7,90 км².
Покровителем района считается Иисус Христос (порт. São Silvestre).